# Kislev
Kislev (hebrejsky: כִּסְלֵו‎; pravděpodobně z akaddského kislimu, význam nejasný) je třetí měsíc podle civilního a devátý měsíc podle biblického židovského kalendáře. Kislev je podzimním-zimním měsícem s 30 dny (nebo 29 dny). Jméno „kislev“ se vyskytuje v Bibli a to v knihách Zacharjáš a Nehemjáš. Podle gregoriánského kalendáře připadá 1. kislev na období od 3. listopadu do 4. prosince, konec měsíce pak na období od 3. prosince do 1. ledna.

## Svátky v měsíci kislev
- 25. kislev až 2. tevet (nebo 3. tevet pokud je kislev kratší) – Chanuka

## Události spojené s měsícem kislev
- 3. kislev – výročí vítězství Makabejců nad Řeky
- 7. kislev – úmrtí Heroda Velikého

## Járcajty
6. kislevChaim Michael Dov Weissmandl (roku 5718 = 1957 o. l.)
19. kislevDov Ber z Meziřiče (roku 5533 = 1772 o. l.)
19. kislevŠimon Sidon (roku 5652 = 1891 o. l.)
19. kislevHanuš Rezek (roku 5709 = 1948 o. l.)
21. kislevYosef Hayim Yerushalmi (roku 5770 = 2009 o. l.)
23. kislevAlexander Kisch (roku 5678 = 1917 o. l.)
29. kislevPinchas Kehati (roku 5737 = 1976 o. l.)